# Palacio Cavalli-Franchetti

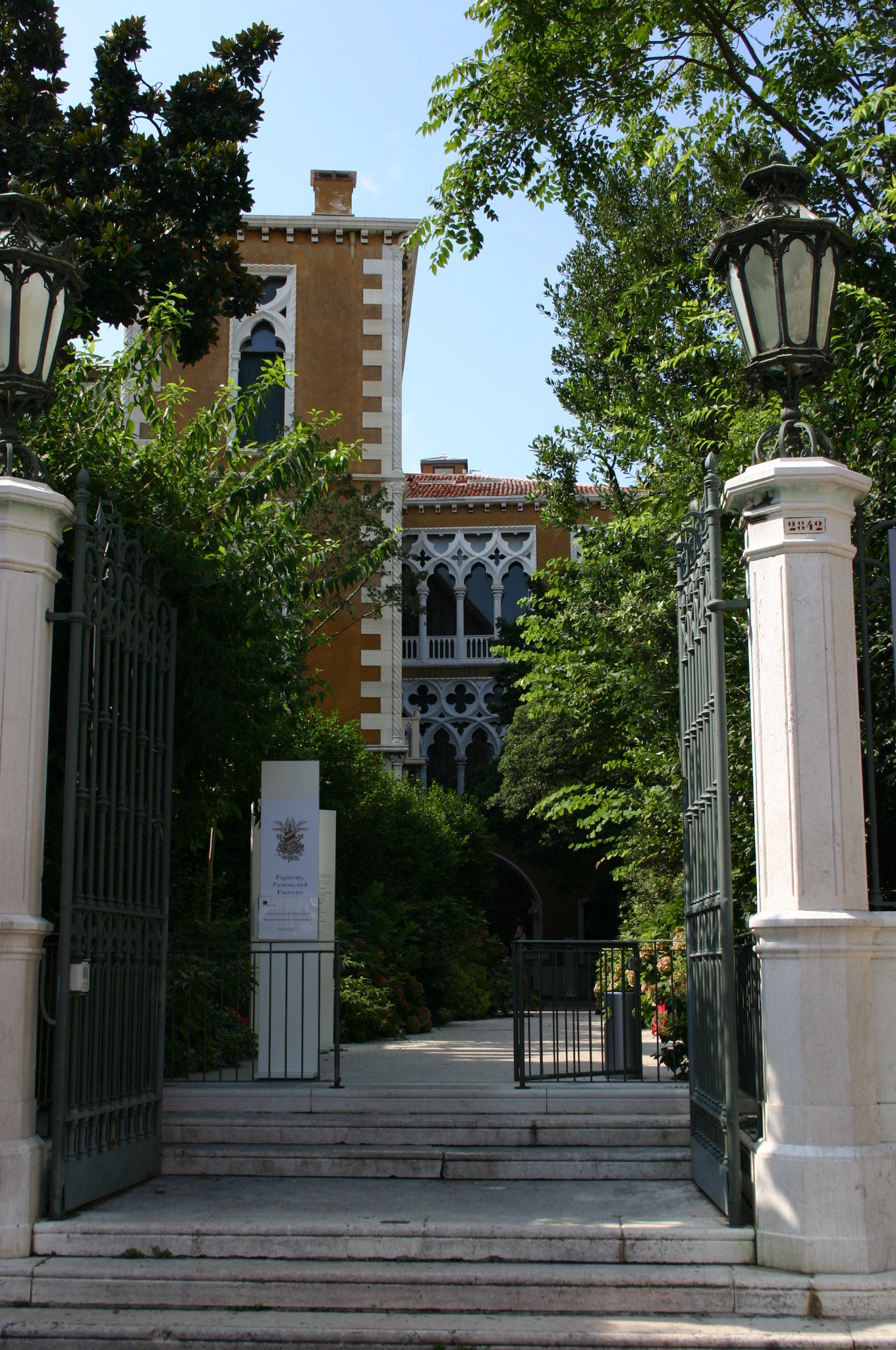
Acceso al palacio por el campo Santo Stefano.

El palacio Cavalli-Franchetti o palacio Franchetti, es un edificio italiano ubicado en el sestiere de San Marco, en las inmediaciones del puente de la Academia en Venecia. Limita en su fachada principal con el Gran canal, y en la parte posterior con el campo Santo Stefano, cerca de la iglesia de San Vidal. Desde 1999 pertenece al Instituto véneto de Ciencias, Letras y Artes, que organiza frecuentes manifestaciones culturales y exposiciones.

## Historia
Edificado en la segunda mitad del siglo XV en estilo gótico por la familia de los Marcello, hospedó en periodos sucesivos a las familias Gussoni y Caballi, que compartieron edificio. En 1847 lo adquirió el joven archiduque Federico Ferdinando de Asburgo-Teschen, comandante superior de la marina de guerra imperial. Federico eliminó las divisiones entre ambas familias, parte Caballi y parte Gussoni, unificando el edificio, al tiempo que inició una serie de trabajos de modernización en el interior del palacio.

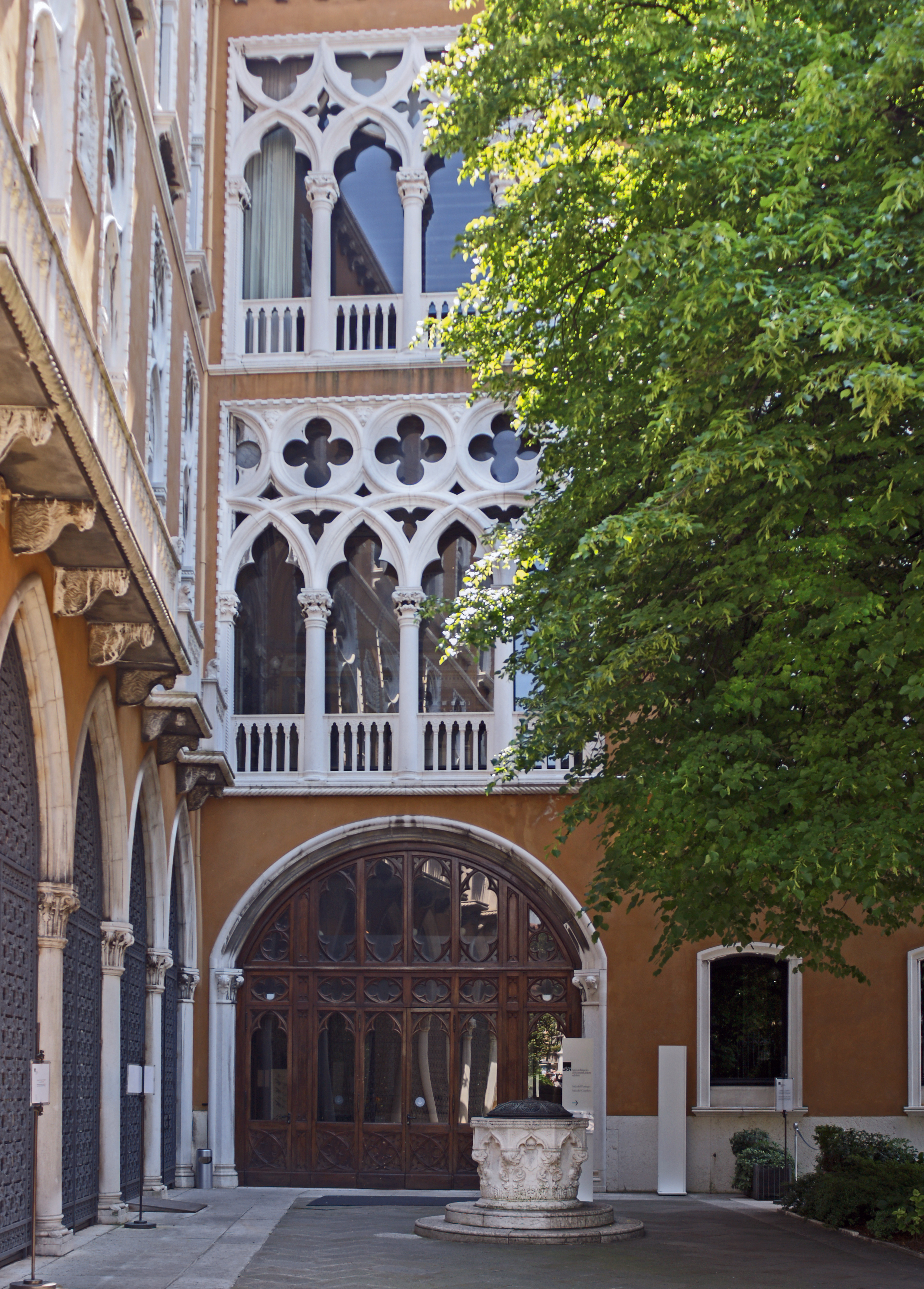
El patio y el pozo.

En el siglo XIX Enrique de Artois, conde de Chambord, encarga una primera rehabilitación al arquitecto Giovanni Battista Meduna. Meduna, no solo acomete una amplia reforma, sino que rediseña la razón y la lógica del edificio, convirtiéndolo en uno de los emblemas de la Venecia del siglo XIX.
En el 1878 fue adquirido por el barón Raimondo Franchetti. Los Franchetti acometieron reformas radicales, realizadas por Camillo Boito, que terminaron de transformar gran parte del palacio al estilo neogotico.
En el septiembre de 1922 la viuda del barón, Sarah Luisa de Rothschild, cede el palacio al "Instituto federal de crédito para el resurgimiento de Venecia", que inicia una nueva fase de trabajos de reforma y adaptaciones funcionales. Se realiza la nueva escalera con ascensor y se derriban varios tramos de escaleras interiores. Se redecora también con materiales de la casa Fortuny y muebles a la moda del momento, añadiendo corrredores metálicos adaptados a las nuevas exigencias administrativas del local. Esta fase de trabajos tuvo su más imponente y significativa intervención en la colocación de la segunda planta noble, con la creación de un inmenso mueble de madera para el registro central. Se trata de una magistral librería y estantería neogotica de asombrosa calidad y efecto, a cuya parte superior se accede por medio de dos escaleras de caracol dispuestas simétricamente en cada uno de los extremos de la sala.

## Descripción

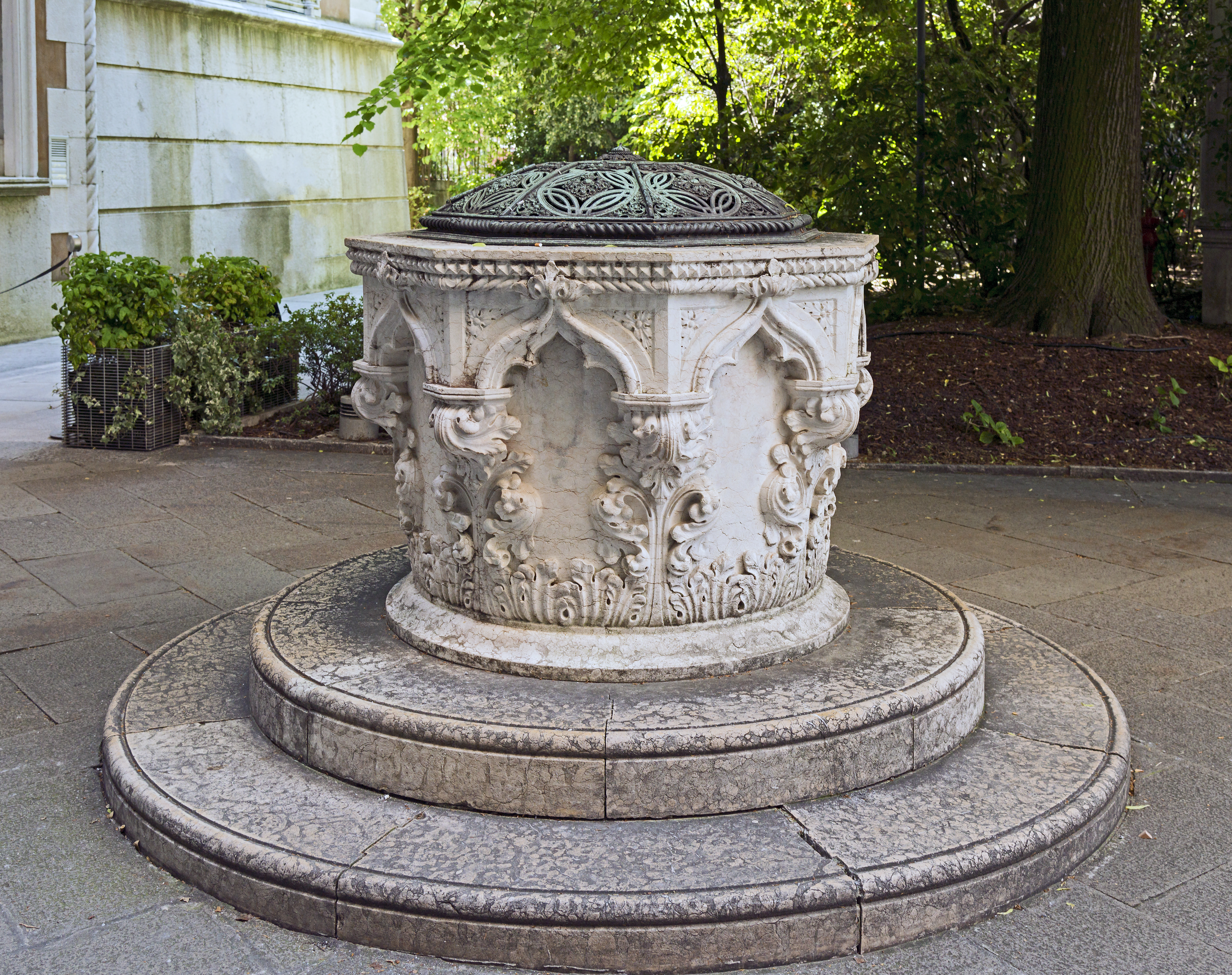
El pozo.

Se trata de un notable ejemplo de arquitectura gótica, y uno de los más prestigiosos de Venecia, con influencias evidentes del lenguaje del Palacio Ducal. La fachada del siglo XV se encuentra muy modificada siguiendo los cánones del neogotico veneciano: la decoración exterior aparece, de hecho, lejana de la sencillez formal típica de muchos otros edificios góticos venecianos.
Delatan esta característica las pentafore de los dos plantas nobles, muy diferentes a ventanales parecidos de la misma época como los del Palacio Pisani Moretta. 
Las ventanas de la primera planta noble se caracterizan por tener arcos entrelazados, decorados con cuadrilóbulos sobreelevados, frente a la tradicional disposición que los sitúa junto al capitel, y por poseer unos pequeños balcones. Las de la segunda planta presentan, en cambio, cuadrilóbulos situados justo en el extremo del arco y no poseen balcón. 
Esta composición es diversa en la segunda altura, donde las monóforas son de ojiva, así como el portal al nivel del agua.
La fachada lateral que se extiende sobre un amplio jardín, propone en cambio un diseño más sólido, caracterizado por siete monóforas por planta. Esta relativa sencillez se pierde, sin embargo, en la fachada trasera que reproduce el repertorio de la facaha principal y añade incluso amplias vidrieras en la planta baja. 
La planta del edificio, dentro de su complejidad, desarrolla el esquema típico del palacio veneciano, caracterizada por la sala de recibimiento central junto a las salas de menor entidad. El edificio presenta dos escaleras interiores, que se enfrentan simétricamente sobre un amplio atrio iluminado por ventanas de cuatro aberturas. El edificio posee un ala trasera que presenta locales en línea.